# António Joaquim Teixeira
 António Joaquim Teixeira  (Ilha Terceira, Açores, Portugal, 28 de Março de 1853 — Lisboa) foi um jornalista e escritor português.

## Biografia
Como jornalista colaborou em vários jornais de Angra do Heroísmo e fundou o jornal "O Chicote". Cultivou a arte musical, deixando algumas produções avulsas. Foi empregado de Fazenda Publica. 
Fez uma viagem pelo continente africano, o que terá contribuído para influenciar a sua produção literária. 
Enquanto escritor publicou: A mulher vendida ou historia de um casamento; O Pároco na aldeia, comédia em 3 actos.